# Németország és Oroszország kapcsolatai

Németország és Oroszország földrajzi helyzete

Németország és Oroszország kapcsolatai az európai történelem egyik fontos viszonyrendszerét alkották az évszázadok során. Az együttműködés és esetenként a szövetség időszakai mellett a kapcsolatok gyakran voltak ellenségesek, különösen a 20. századi két világháború során. A két nagyhatalom közötti kapcsolatok a 19. századtól kezdve egyre közvetlenebbül érintették Magyarország biztonságát, politikai és gazdasági helyzetét is. A hidegháborút követő enyhülési politika, majd a német újraegyesítés bekövetkezte után  Németország és Oroszország időnként stratégiai partnerségben működtek együtt. A Krím elcsatolása és a kelet-ukrajnai háború miatt a kapcsolatok újra feszültté váltak és mindkét ország szankciókat vezetett be a másik ellen. Ettől függetlenül a két nagyhatalom viszonya a 21. században is kiemelkedő fontosságú az európai, a globális politika és a gazdaság szempontjából egyaránt.
A német–orosz viszonyban az ipari forradalomtól kezdve egyre nagyobb szerepet játszottak a gazdasági kapcsolatok. A két nemzetgazdaság messzemenően kiegészítő jellegű: a fejlett német ipar piacot és gazdag nyersanyagforrást találhatott az orosz területeken. A német és az orosz gazdaság komplementer (egymást kiegészítő) jellege azóta is, a 21. században is, erősen érvényesül a kétoldalú kereskedelmi kapcsolatokban. Ennek egyik kiemelkedő példája az Északi Áramlat nevű gázvezeték.

## Korai kapcsolatok
A germán és a szláv népek kialakulása, etnogenezise a mai Német–lengyel-síkság és a Kelet-európai-síkvidék területén ment végbe, így a két nép elődei már akkoriban egymás viszonylagos földrajzi közelségében éltek. A német államiság kezdetei 843-ra, a Keleti Frank Királyság alapítására, míg az orosz államiságé a 9. század végére, a Kijevi Rusz létrejöttére vezethetők vissza.
A két államalakulat közötti első kapcsolatok a keresztény térítés jegyében alakultak. Olga kijevi fejedelemasszony hittérítőket kért a frankoktól, nem utolsósorban a bizánci befolyás ellensúlyozására hazájában. A korai kapcsolatok azonban lazák maradtak a jelentős földrajzi távolság és az alakulóban lévő germán állam sok egyéb gondja miatt. A frank királyság és a Kijevi Rusz között még számos népcsoport élt, köztük nyugati szlávok, akik időről időre nagy gondot jelentettek, mint az elbai szlávok 9. századi felkelései a szászok és a frankok ellen.
Hersfeldi Lambert történetíró munkásságából ismeretes, hogy 973-ban a Kijevi Rusz követi küldöttsége megjelent I. Ottó német-római császár quedlinburgi udvarában. Ekkortól a két erősödő állam már komolyabban számolhatott egymással. 1017-ben II. Henrik német-római császár és I. Jaroszláv kijevi nagyfejedelem szövetséget is kötött I. Boleszláv lengyel király ellen, de a lengyel király legyőzte Kijevet. A Kijevi Rusz uralkodóinak utódlási rendszere ebben az időben még a szeniorátus elvén alapult, ezért állandósultak a belháborúk. Ez a külső hatalmaknak jó beavatkozási lehetőséget nyújtott.  1075-ben IV. Henrik német-római császár fogadott kijevi trónkövetelőket Mainzban, akiknek támogatást ígért, de a beavatkozásra végül más politikai fejlemények miatt nem került sor.
1089-ben dinasztikus házasságra került sor a két fél között, IV. Henrik vette feleségül I. Vszevolod kijevi nagyfejedelem lányát, Eupraxiát. A kétoldalú kapcsolatok következő jelentős eseménye 1205-ben történt, amikor Roman Msztyiszlavics kijevi nagyfejedelem IV. Ottó német-római császár oldalán beavatkozott volna a Welf-ház és a Stauf-ház belnémet küzdelmeibe, de mielőtt erre sor kerülhetett volna, a Visztula mentén a lengyelek megölték.

### Kapcsolatok a Hanza, a Német Lovagrend és az oroszországi fejedelemségek között
Lübecki kereskedők már 1200 körül Hanza-lerakatot létesítettek Novgorodban. Az 1240-től 1480-ig tartó mongol uralom az orosz földek felett szinte teljesen felszámolta a nyugati kapcsolatokat. Némi kivételt jelentettek a függetlenségüket megőrző Novgorod és Pszkov orosz városállamok kereskedelmi kapcsolatai a Hanzával és a Német Lovagrend uralma alatt álló balti területekkel. A lovagrend keleti expanziós törekvései azonban hamarosan súlyos konfliktusokhoz vezettek, aminek a csúcspontja a Csúd-tavi csata lett, ahol az orosz seregek Alekszandr Nyevszkij nagyfejedelem vezetésével súlyos vereséget mértek a német lovagokra. 
A 15. századra, a mongol uralom visszaszorításával az orosz részállamok közül a Moszkvai Nagyfejedelemség emelkedett ki vezető erőként. III. Iván moszkvai nagyfejedelemnek sikerült alávetnie Novgorodot is, ami együtt járt a városállam nyugati, jórészt német kapcsolatainak elvesztésével.

## A középkori orosz állam felemelkedése és Európa

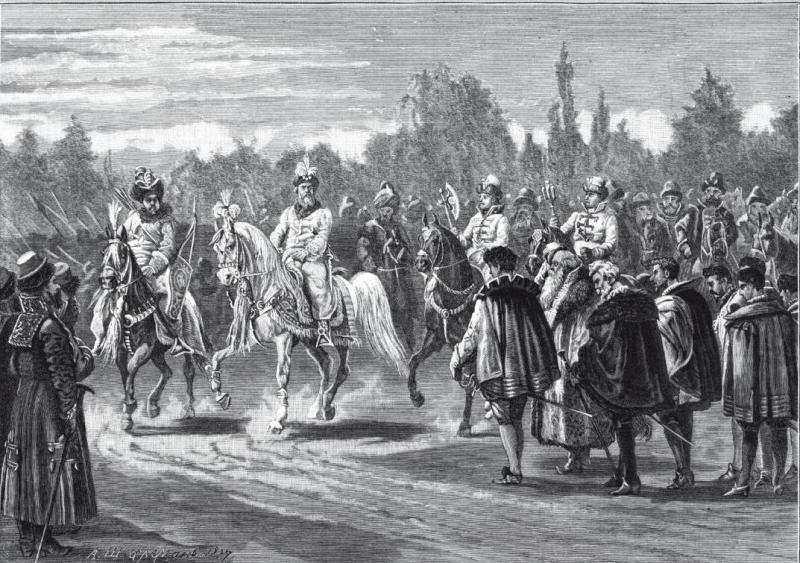
III. Vaszilij fogadja V. Károly császár küldötteit Mozsajszk alatt (19. századi romantikus festmény)

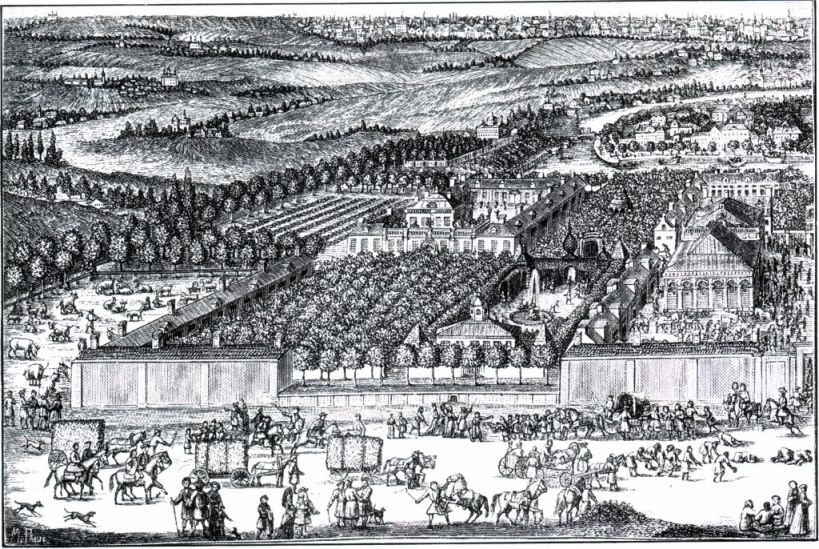
A moszkvai német városrész, a Nyemeckaja szloboda korabeli ábrázolása

A mongolok kiűzése után a moszkvai uralkodók, különösen III. Iván moszkvai nagyfejedelem, majd IV. Iván orosz cár nyitottak az európai kapcsolatok felé. Kézműveseket, katonákat, fegyverkovácsokat, orvosokat, patikusokat és más szakembereket, mérnököket, tudósokat hívtak meg országukba, elsősorban Németországból. Moszkvában a 16. századra kialakult egy német előváros, ahol ezek a szakemberek telepedtek le. A városrész a Nyemeckaja szloboda nevet kapta, ami arra utalt, hogy az ott élők különleges jogállást élveztek az orosz jobbágyokhoz képest. 1665-ben a városrész 206 „udvart”, gazdaságot számlált, körülbelül 1200 lakossal. 1725-re a lakosok száma 2500-ra nőtt, ez a növekvő nagyvásáros lakóinak már csak a 2%-át tette ki. De más városokban is sok német élt, számuk – egyébként a középkori Magyarországhoz hasonlóan – gyakran meghaladta a helyi  lakosokét. A Romanovok idejére a németek már nem csak a kereskedelemben, gazdaságban, a kézműiparban és a hadseregben töltöttek be jelentős pozíciókat, hanem magában a cári udvarban is. 
A Moszkvai Nagyfejedelemség felemelkedése vonzó partnerré tette azt az európai államok számára a 16. századra, amikor a Lengyel–Litván Unió hatalmának megerősödése gondokat okozott a közép-európai német érdekek számára. A Habsburg uralkodók az évek során számos követet küldtek Moszkvába a lengyel–litván államszövetség, majd a törökök elleni együttműködés lehetőségeinek feltárására. Közöttük volt Siegmund von Herberstein, aki 1516/17-ben, majd 1525/26-ben tevékenykedett a moszkvai udvarban diplomataként és élményeiről később népszerű könyvben számolt be.
Oroszország a 17. század elején súlyos helyzetbe került, éhínség és polgárháborús helyzet sújtotta, amit később zűrzavaros időknek nevezett el a történetírás. I. Péter orosz cár azonban a század végén reformkorszakot indított el, ami nyugati típusú reformok révén fokozatosan nagyhatalmi helyzetbe emelte az Orosz Birodalmat. Ez együtt járt az orosz–német kapcsolatok lendületes erősödésével is.

## Kapcsolatok az abszolutizmus idején

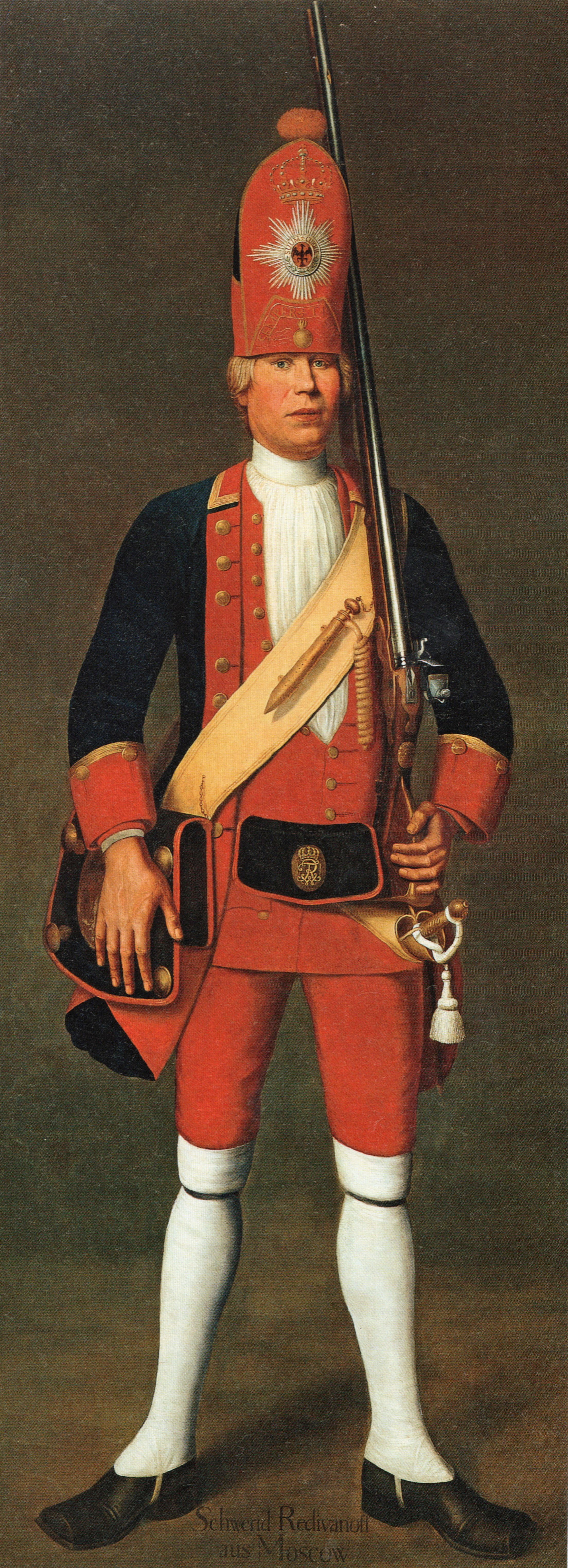
Az egyik Poroszországnak ajándékozott orosz óriás katona korabeli képmása

I. Péter fiatalon lett „minden oroszok cárja”, és megkezdte nyugatos reformjainak kidolgozását, végrehajtását, amire Nyugat-Európában tett hosszabb utazásai során tudatosan készült. Sokat átvett az Európában akkor uralkodó államforma, az abszolút monarchia intézményrendszeréből, elveiből és nagy aktivitással fejlesztette saját és országa nyugati politikai és gazdasági kapcsolatait. Már 1697-ben barátsági szerződést írt alá brandenburgi választófejedelemmel majd Erős Ágost szász uralkodóval között szövetséget. Mindketten szövetségesei lettek a a kor feltörekvő északi nagyhatalma, Svédország ellenében. A nagy északi háborúban aratott győzelem után teljesedhetett ki a Nagy Péter vezette Oroszország hatalma, ekkor alapították Szentpétervárt és létrejött a korszerű Orosz Birodalom, ami a német államok közül az I. Frigyes Vilmos porosz király uralma alatt akkoriban kiemelkedő Poroszország szövetségese maradt. A két abszolút uralkodó jó viszonyára jellemző, hogy évente értékes ajándékokat cseréltek. Nagy Frigyes ekkoriban ajándékozta orosz barátjának a híres borostyánszobát, amit Nagy Péter egy különlegesen magas növésű katonákból álló díszegységgel viszonzott a militarista érzelmű porosz uralkodó számára.
Nagy Péter a korábbi gyakorlatot folytatva tömegesen hívta Oroszországba a nyugati tudósokat, szakembereket, művészeket. Közülük számszerűleg kiemelkedtek a németek, utánuk a franciák és olaszok következtek, de érkeztek angolok, hollandok, görögök spanyolok és más nemzetiségűek is. Nagy Péter reformtörekvései megvalósítása során nagy mértékben támaszkodott a korai német felvilágosodás eszméire, amelyek a 18. század folyamán jelentősen befolyásolták az oroszországi közgondolkodást. Az első jelentős orosz tudósok, Tatyiscsev, Lomonoszov és Vaszilij Kirillovics Tregyiakovszkij munkájára is nagy hatással voltak a német kortársaik, mint Gottfried Wilhelm Leibniz és Christian Wolff.
Nagy Péter nyugat-európai látogatása nyomán a hallei egyetemen 1718-ban megkezdődött az orosz nyelv rendszeres oktatása. Halle ebben az időben a pietizmus egyik központja volt. A pietisták az orosz ortodox egyház tanításaiban olyan eszmét láttak, ami közelebb áll a pietizmushoz, mint a katolicizmushoz. Ezért August Hermann Francke, az egyetem teológiaprofesszora azt a vélt tűzte maga elé, hogy olyan pietista egyházi személyeket képezzen Kelet- és Délkelet-Európa számára, akik az orosz ortodox lakosságot is képesek befolyásolni a pietizmus szellemében. A hallei pietizmusnak sikerült érzékelhető hatást gyakorolni az orosz társadalomra. A hallei képzésű Laurentius Blumentrost 1716-tól részt vett az Orosz Tudományos Akadémia megalapításában és annak első elnöke lett. Ebben a minőségében is sokoldalú kapcsolatokat épített ki Oroszország-szerte, munkatársai még Szibériába is eljutottak, és orvosként, házitanítóként, papként és hivatalnokokként tevékenykedtek. Narva, Asztrahán és Tobolszk városokban hallei mintára árvaházakat hoztak létre.
Az újkor elejétől 1866-ig Poroszország és Ausztria voltak a vezető hatalmak a német nyelvű államok között. Ezt a korszakot a német vagy porosz–osztrák dualizmus korának is hívják a német történészek. Vetélkedésük jó lehetőséget nyújtott a diplomáciai lavírozásra az I. Pétert követő orosz cárok számára. A 18. század nagy európai háborúiban, a lengyel és az osztrák örökösödési háborúban, valamint a hétéves háborúban Oroszország Franciaország és Ausztria mellé állt a terjeszkedő Poroszországgal szemben. Ez a szövetség győzelmet aratott Poroszország felett, amit tulajdonképpen csak Erzsébet orosz cárnő halála mentett meg a teljes vereségtől. Az új cár, az eredetileg kieli születésű Karl Peter Ulrich von Holstein-Gottorp herceg, akiből III. Péter orosz cár lett, poroszbarát érzelmű volt, és azonnal különbékét kötött II. Frigyes porosz királlyal. Az orosz Romanov-dinasztia ettől kezdve Holstein–Gottorp–Romanov-háznak is nevezhető. A 18. század egyik legjelentősebb orosz abszolút uralkodója, II. Katalin cárnő is túlnyomórészt német származású volt. Az oroszországi uralkodó dinasztián belüli német szál mellett számos magas rangú udvari tisztviselő is német volt, mint Burkhard Christoph von Münnich szász hadmérnök, akiből az Orosz Birodalom grófja és az orosz cári hadsereg főparancsnoka, sikeres hadvezér lett.

## Az egységes Németország létrejöttétől az első világháborúig

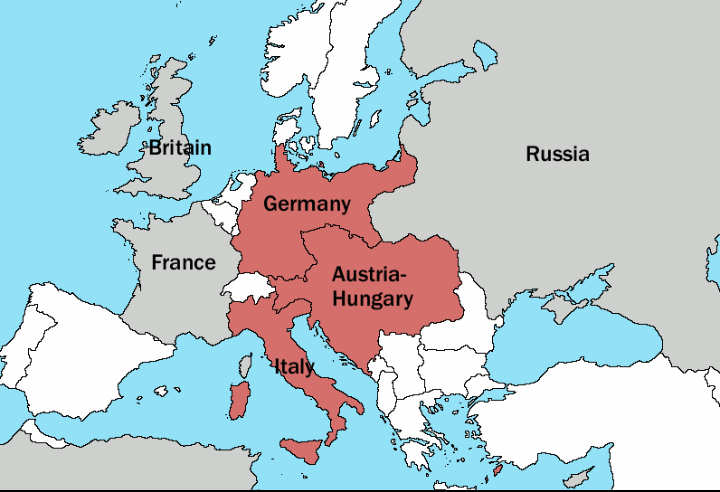
Szövetségi rendszerek és a német–orosz határ az első világháború előtt

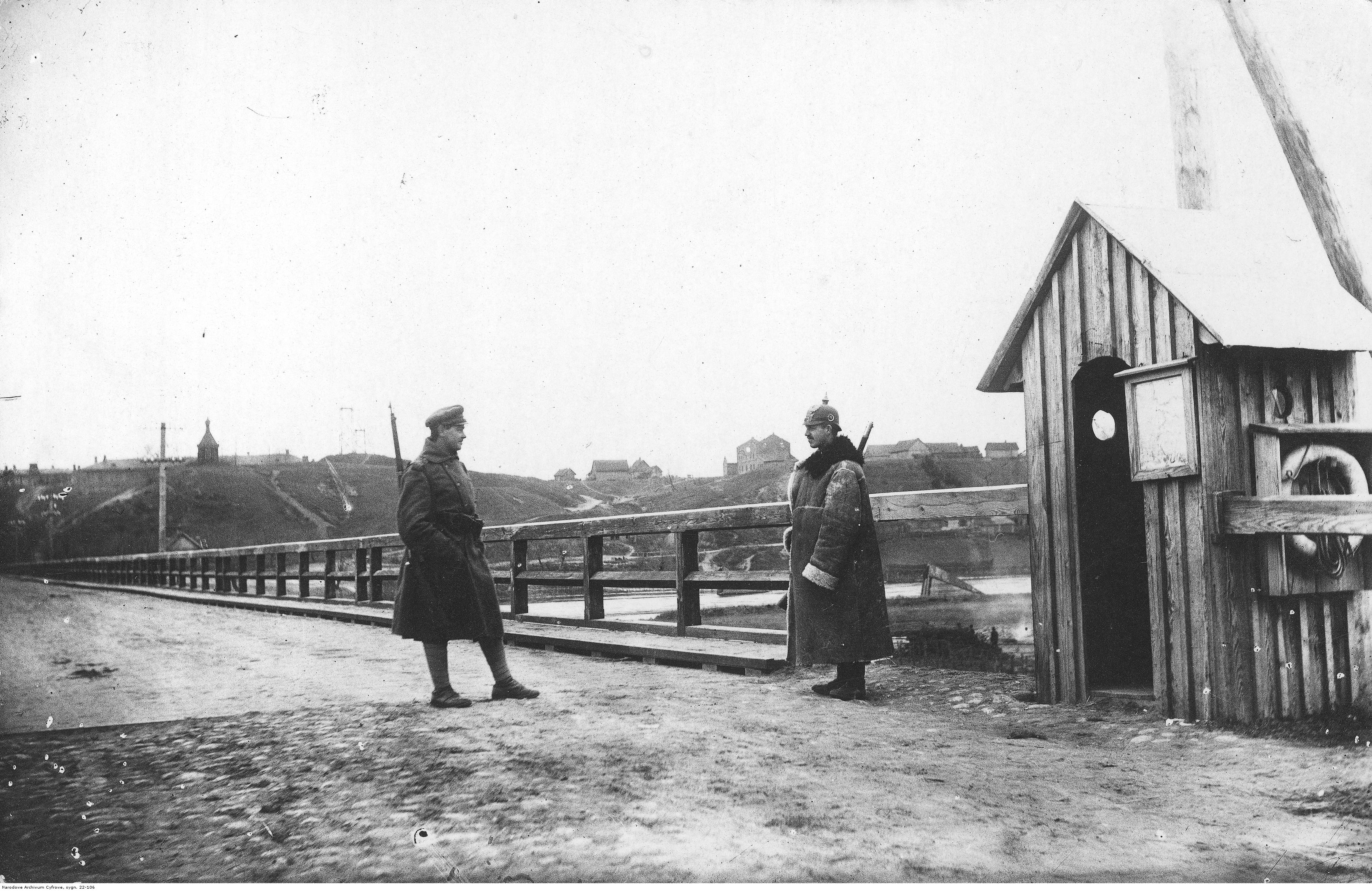
Német–orosz határállomás az első világháború előtti években

1871-ben, Franciaország legyőzése és a frankfurti béke után létrejött az egységes Németország. Otto von Bismarck kancellár tartóssá kívánta tenni Franciaország elszigetelését és fenn akarta tartani az együttműködést Oroszországgal. II. Sándor orosz cár és Gorcsakov herceg, államkancellár is előnyösnek értékelte ezt, elsősorban Anglia ellen, mivel a Közel- és Közép-Keleten egyaránt kiéleződtek a brit–orosz ellentétek. 1873-ban Pétervárott Moltke német és Berg orosz vezérkari főnök katonai egyezményt írt alá, amely szerint az egyik felet ért külső támadás esetén a másik fél 200 000 fős sereggel siet a segítségére. E szerződés szerepét még ugyanebben az évben a Németország, Oroszország és az Osztrák–Magyar Monarchia által megkötött három császár egyezménye (1873) vette át. Németország azonban az 1878-as berlini kongresszus során nem támogatta az orosz igényeket a Balkánon, ezért azonban a cár felmondta ezt az egyezményt. De a berlini kongresszuson Oroszország viszonya Angliával és Franciaországgal is a mélypontra süllyedt, ezért idővel, 1881-re Bismarcknak sikerült újra tető alá hozni a három császár szövetségét.
Bismarck balkáni taktikájának lényege az volt, hogy az Osztrák–Magyar Monarchiát és Oroszországot vetélkedésre késztesse, kijátssza őket egymás ellen. Közülük azonban a Monarchiát tekintette a fontosabb szövetségesének. Amikor ez az oroszok számára fokozatosan nyilvánvalóvá vált, a maguk részéről Franciaországhoz kezdtek közeledni, és 1892-ben katonai megállapodást kötöttek velük, ami aztán az antant egyik előzménye, alapja lett.
A 19. században a német irodalom és filozófia nagy hatással volt az orosz kultúrára. Puskinhoz közel állt a német romantika, Dosztojevszkijhez Schiller, Tolsztojhoz Hegel. Az orosz kulturális életben nagy vita bontakozott ki a jelentős részben német irányzatú nyugatbarátok és a szlavofilek között. Németországban is nőtt az érdeklődés az orosz irodalom iránt: Dosztojevszkij erősen hatott Nietzschére, és Tolsztoj hatása is kimutatható Martin Heidegger írásaiban. A németek általános Oroszország-képére a 19. században rányomta bélyegét az orosz irodalom.
A 20. század elején a modern orosz képzőművészek németországi tevékenysége olyan közös eredményeket hozott, mint a Der Blaue Reiter expresszionista művészcsoport tevékenysége Münchenben Kandinszkij vezetésével. 
A balkáni orosz–osztrák vetélkedés végül az első világháború kitörésének közvetlen okává vált. Németország kétfrontos harcra kényszerült. Az orosz front felszámolása érdekében, oroszországi forradalom elősegítésére, Erich Ludendorff engedélyezte a kommunista vezető, Lenin hazautazását svájci száműzetéséből Németországon keresztül. A bolsevikok a forradalom győzelme után hatalmuk megszilárdítása érdekében rákényszerültek a breszt-litovszki béke elfogadására, ami óriási területeket engedett át a központi hatalmaknak a fegyvernyugvás fejében.

## Kapcsolatok a két világháború között

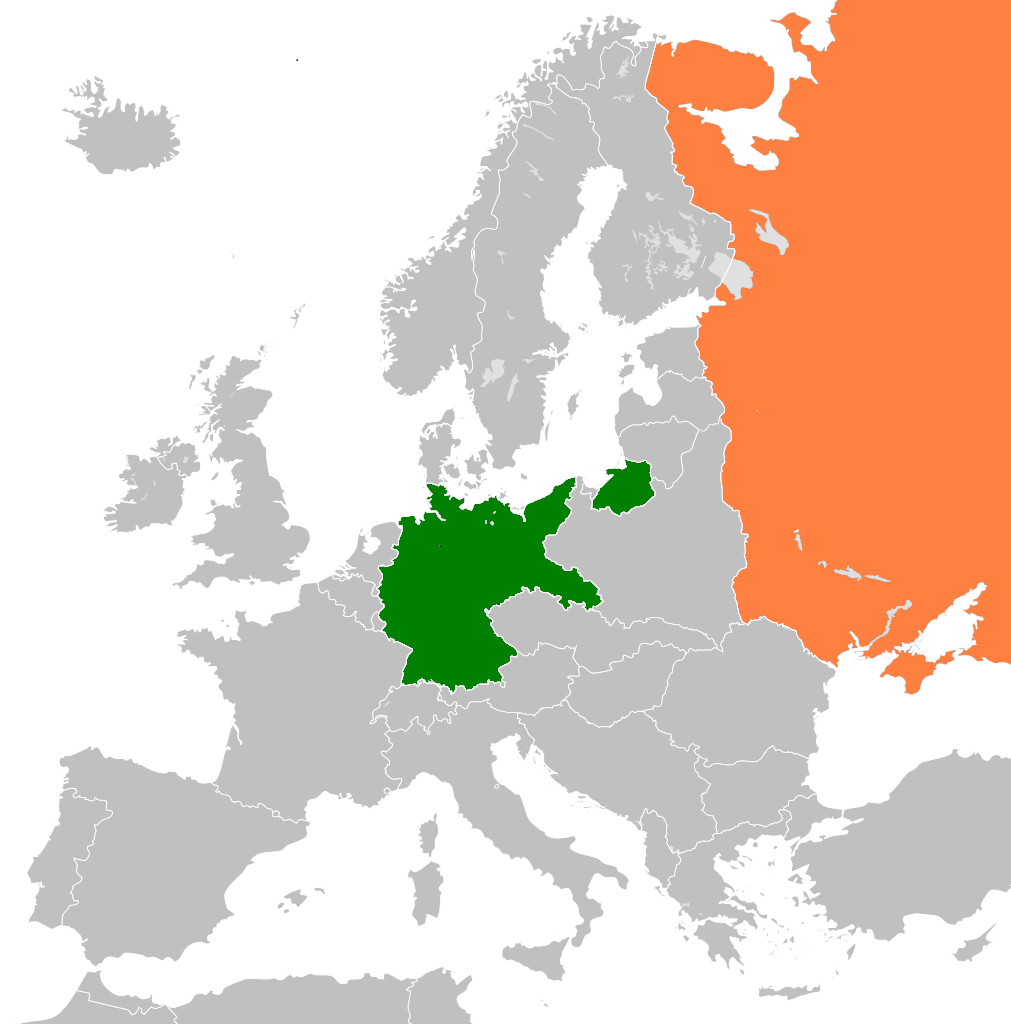
Németország és a Szovjetunió helyzete Európában 1937 előtt

| Németország (Weimari köztársaság 1918–1933) Németország (Harmadik Birodalom 1933 –1945) | Oroszországi Szovjet Szövetségi Szocialista Köztársaság (szuverén állam 1917–1922) Szovjetunió (1922–1991) |
| --------------------------------------------------------------------------------------- | --- |

Az első világháború után a vesztes Németország új államalakulata, a weimari köztársaság és a bolsevik forradalom által létrehozott proletárdiktatúra, Szovjet-Oroszország ellentétes társadalmi rendszerük dacára egyaránt az új nemzetközi rend számkivetett páriái lettek. Az antant hatalmak politikailag elszigetelték őket és teljesíthetetlen gazdasági követelésekkel léptek fel ellenük; Németország esetében a csillagászati összegű háborús jóvátételi fizetések felgyorsítását követelték, a polgárháború és az intervenció által sújtott Szovjet-Oroszországtól pedig az államosított nyugati tőkebefektetések miatti kártérítést. Az antant nyomása közelebb hozta őket egymáshoz és a rapallói egyezmény (1922) létrejöttét eredményezte, ami keretet adott fejlődő kétoldalú kapcsolataiknak. A sokoldalú gazdasági kapcsolatok mellett 1933-ig a Szovjetunió titokban katonai kiképzési területet is biztosított a német hadseregnek.

### Tudományos kapcsolatok a weimari köztársaság és a Szovjetunió között
Az első tudományos kapcsolatok a két új állam között Mihail Iszajevics Nyemjonov röntgenológus orvosprofesszor 1920-as, Vlagyimir Iljics Ioffe mikrobiológus 1921-es németországi és Wilhelm H. Westphal fizikus 1922-es petrográdi látogatása során jöttek létre. 1921-ben a berlini szovjet kereskedelmi képviseleten létrehozták a külföldi tudomány és technika irodáját, ami szerződéses kapcsolatot alakított ki a Berlini Királyi Porosz Tudományos Akadémiával. 1923-ban német könyvkiállítást rendeztek Moszkvában, amit lipcsei szovjet könyvkiállítással viszonoztak. 1924-ben a két fél könyvcsereegyezményt kötött, aminek jegyében 1933-ig 55 000 kötetnyi szovjet tudományos irodalmat szállítottak Németországba.
A német–szovjet tudományos együttműködés jelentős képviselője volt Otto Hoetzsch, aki 1923-ban és 1926-ban tett látogatást a Szovjetunióban, valamint Friedrich Schmidt-Ott. 1923-ban szovjet–német társaságot alapítottak a kulturális és technikai együttműködés céljaira. 1932-ben német tudósok Arplan néven munkacsoportot hoztak a szovjet tervgazdaság elméleti tanulmányozására.
A német és szovjet tudósok ebben az időszakban gyakran találkoztak szakmai rendezvényeken, kétoldalú konferenciákon. 1925-ben, az Orosz Tudományos Akadémia megalapításának 200. évfordulóján Németország 35 fős delegációval vett részt, ez volt a legnagyobb a mintegy 150 külföldi delegáció között. 1927 júniusában Berlinben került sor egy német–szovjet „kutatói hétre” amit német tudományos szervezetek mellett a külügyminisztérium is támogatott. A következő év júliusában „történészi hetet” rendeztek. 1929 januárjában a „német technika hete” került sorra Moszkvában. 1929 augusztusában német–szovjet konferencia tanácskozott Königsbergben „Technika a mezőgazdaságban” címmel.  1932 végén „orvosi hét” volt Berlinben.
1930-ban német és orosz történészek közös dokumentumgyűjteményt jelentettek meg német és orosz nyelven „Nemzetközi kapcsolatok az imperializmus korszakában“ címmel. Oscar Waldhauer, az ismert balti német régész, a német–orosz közös kutatások témakörében adta ki tudományos közlemények sorozatát. 
1928-ban szervezték meg a Német–szovjet Alai-Pamír expedíciót, aminek során először mászták meg a Pamír egyik legmagasabb, 7134 méteres csúcsát, mai nevén Ibn Szína-csúcsot. A szovjet pedagógusok élénken érdeklődtek a német reformoktatás eredményei iránt; gyakran látogatták a Freie Schulgemeinde Wickersdorf intézményét, ahol 1930-ban 70 szovjet fiatal tanult.

### Hitler hatalomra jutása után
Az oroszországi kommunista forradalom célja a proletárforradalom elősegítése volt az egész világon, és ehhez jó szövetségest láttak az akkori erős német kommunista pártban. Radikális utópista törekvéseiktől vezéreltetve azonban elvetették az együttműködést az ugyancsak erős német szociáldemokráciával. A baloldali egység hiánya nagy szerepet játszott Hitler és a német nemzetiszocializmus hatalomra jutásában. 1933 után világossá vált, hogy amint Hitler már a Mein Kampf-ban megfogalmazta, a német fasizmus egyik legfontosabb célja a keleti szláv területek meghódítása és az ott élő népek szolgasorba taszítása, vezető rétegeik kiirtása. A német náci és a szovjet kommunista vezetők egyaránt tudták, hogy a leszámolás közöttük idővel elkerülhetetlen. Ezért keltett óriási meglepetést, amikor 1939-ben a két fél megkötötte az úgynevezett Molotov–Ribbentrop-paktumot, mivel a náci Németország először időt akart nyerni a leszámoláshoz nyugati ellenfeleivel, a Szovjetunió pedig a háborús felkészüléséhez. Az egyezmény azonban a sztálini terror körülményei között lényegében nem segítette a szovjet katonai előkészületeket, viszont világszerte nagy csapást jelentett a Szovjetunió megítélésére az antifasiszta közvéleményben.

## A második világháború
A nagy világégés egyik legfontosabb frontja volt a Németország és Szovjetunió közötti küzdelem. Az 1939-es meg nem támadási egyezményt a hitleri Németország hadüzenet nélkül rúgta fel, és a Barbarossa hadművelet révén gyors és döntő csapásokkal kívánta szétzúzni ellenfelét. Végül azonban a négyéves harcban Németország szenvedett teljes vereséget a szövetségesektől. A Szovjetunió embervesztesége meghaladta a 20 milliót, a háború előtti lakosság 8,42%-át, Németországé a 7 milliót és a lakosság 6,44%-át. Azonban míg a szovjet veszteség döntő része a német támadás következménye volt, a német veszteség jelentős részét a többi frontokon folytatott harcok és a nyugati szövetségesek stratégiai bombázásai okozták. Mindenesetre a háború nemzedékekre megalapozta a két nép közötti ellenséges érzelmeket.
A háború nyomán Németországot megszállási zónákra osztották. Hamarosan megindult a hidegháború, és a megszállási zónákból létrejött nyugaton a Német Szövetségi Köztársaság, a szovjet befolyási övezetben pedig a Német Demokratikus Köztársaság. Nyugat-Németország fokozatosan a nyugat-európai szövetségi rendszerek, a NATO és a Közös Piac tagja lett. Sztálin 1952-ben javaslatot tett a német újraegyesítésre és semlegesítésére annak érdekében, hogy megakadályozza Nyugat-Németország integrálódását a nyugati szövetségi rendszerekbe, de ezt elutasították. 1955-ben az NSZK a NATO, 1956-ban az NDK a Varsói Szerződés katonai szervezetének tagja lett. Ettől kezdve a német-orosz kapcsolatok két síkon folytatódtak.

## Nyugat-Németország és a Szovjetunió kapcsolatai

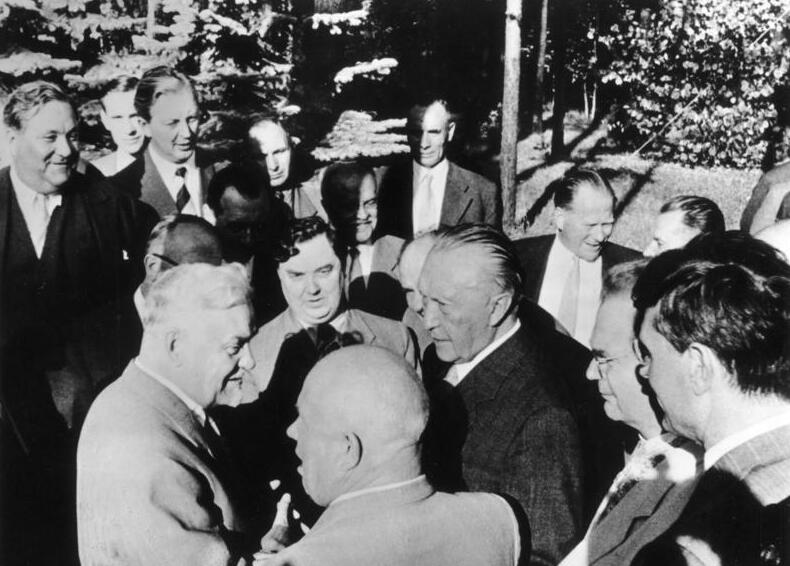
Adenauer az 1955-ös moszkvai látogatásán

A Szovjetunió és a Németországi Szövetségi Köztársaság közötti normális államközi kapcsolatok kialakítására csak tíz évvel a háború vége után, 1955 szeptemberében került sor, amikor Nyikita Szergejevics Hruscsov, a Szovjetunió Kommunista Pártja első titkára és Nyikolaj Alekszandrovics Bulganyin miniszterelnök meghívására Konrad Adenauer kancellár 141 fős delegáció élén Moszkvába látogatott. A diplomáciai kapcsolatok felvétele mellett megállapodás született a még a Szovjetunióban raboskodó utolsó német hadifoglyok hazatéréséről is. 
A bonni szovjet nagykövetség először egy egykori szállodában kapott helyet Remagen városában, Bonntól délre, majd 1976-tól a Bonn Bad Godesberg nevű városrészében épült nagykövetségi komplexumban kapott helyet. Cserébe az NSZK a moszkvai Lenin-hegyen lévő diplomáciai negyedben vásárolhatott telket nagykövetsége számára. A bonni szovjet nagykövetség nagyfokú önellátásra rendezkedett be, szinte önálló városrészként működött. Felszereltségére jellemző, hogy 1989-ben Mihail Szergejevics Gorbacsov egy hetes bonni hivatalos látogatása során innen látta el hazai kormányzati feladatait.

### Gazdasági kapcsolatok

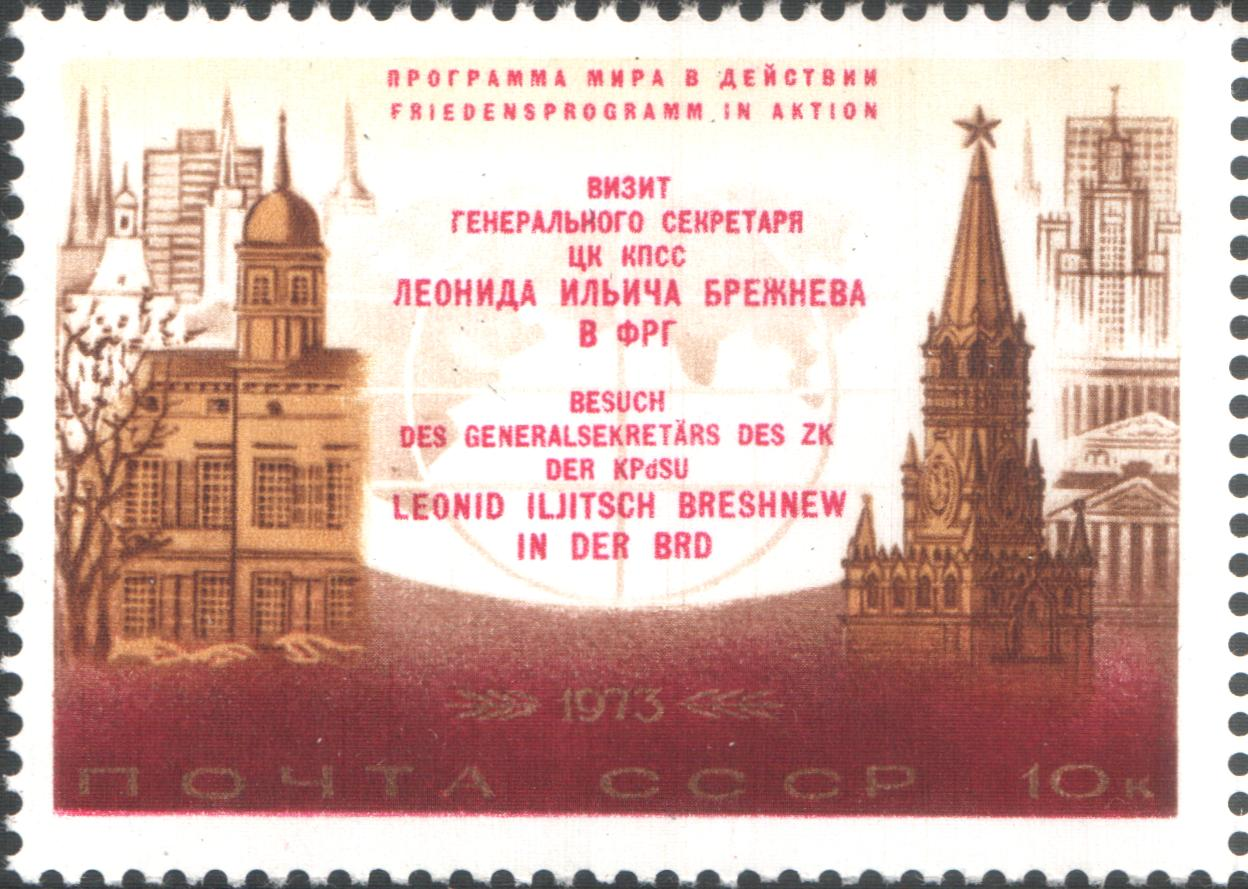
1973-as szovjet postabélyeg Brezsnyev NSZK-beli látogatása alkalmából

A két ország közötti kapcsolatokra sokáig a hidegháború körülményei nyomták rá a bélyegüket. 1972. július 5-én azonban egyezményt írtak alá a hosszú távú kereskedelmi és gazdasági együttműködésről, ami gyökeres pozitív változást hozott. A kétoldalú egyezmények egész sorát dolgozták ki és fogadták el. Ezek eredményeképpen az 1970-es évektől az NSZK a Szovjetunió legnagyobb kereskedelmi partnere lett. A gazdasági kapcsolatok legfontosabb eleme az az egyezmény lett, aminek a keretében a nyugatnémet fél nagy átmérőjű, a nagy nyomású gáz szállítására alkalmas acélcsöveket szállított a Szovjetuniónak földgáz fejében. Ez a stratégiai jelentőségű üzlet lehetővé tette a Szovjetunió számára, hogy az országon belül és más relációkba is hatékonyan szállíthassák a földgázt. A kétoldalú gazdasági kapcsolatok egészen 1984-ig lendületesen növekedtek, 1985-87 között azonban visszaestek, mivel a Szovjetunió importlehetőségei csökkentek a kőolaj világpiaci árának mérséklődése miatt.

## A Szovjetunió és a Német Demokratikus Köztársaság kapcsolatai
Az 1949-ben megalakult keletnémet állam szoros szovjet ellenőrzés alatt állt 1954-ig, amikor a biztonsági kérdések kivételével kiterjesztették a szuverenitását, beleértve a külkapcsolatokat is. A kezdetektől nagy súlyt fektettek a gazdasági és a kulturális kapcsolatokra. Már 1947 júniusában megalakították a „Szovjetunió kultúrája tanulmányozásának társaságát” amit aztán annak 2. kongresszusán átneveztek a Német–Szovjet Barátság Társaságává (DSF). A társaság fő feladata a szovjetellenes érzelmek enyhítése volt a szovjet megszállási zónában. 1955-ben, közvetlenül Adenauer moszkvai látogatása után Otto Grotewohl, az NDK miniszterelnöke is Moszkvába látogatott és a két fél megállapodott az NDK formális szuverenitásának teljes helyreállításáról. A Németországi Szövetségi Köztársaság azonban soha nem ismerte el ideológiai ellenfelét, az NDK-t teljesen szuverén államnak, legalább formálisan igyekezett ragaszkodni ahhoz, hogy a NSZK az egyetlen legitim német állam.
Kelet-Németországban szovjet mintára megindult a nehézipar minden áron történő fejlesztése. Az életszínvonal elmaradt a nyugatitól, a berlini nyitott határon át az emberek kezdtek nyugatra menekülni. 1953-ban az NDK-ban zavargások törtek ki, amire válaszul szovjet tankok jelentek meg Berlin utcáin. Az összecsapásoknak mindkét oldalon voltak halottai és sebesültjei. A keletnémetek bebizonyították, hogy „nem tűrik a szegénységet a szocializmusban”. Ezután az életszínvonalat gyorsan emelték, és az a szocialista országok közül itt lett a legmagasabb.
A német kultúra jelentős teret kapott a Szovjetunióban, széles körben mutatták be a (kelet)német filmeket, irodalmi alkotásokat. Az angol után a német volt a második idegen nyelv a szovjet oktatási rendszerben. A nyolcvanas évektől az NSZK kultúrája, irodalma is egyre jobban eljutott a szovjetunióbeli közönséghez, Heinrich Böll, Günter Grass és Wolfgang Koeppen kötetei nagy példányszámban jelentek meg.

## A kelet-európai rendszerváltások után

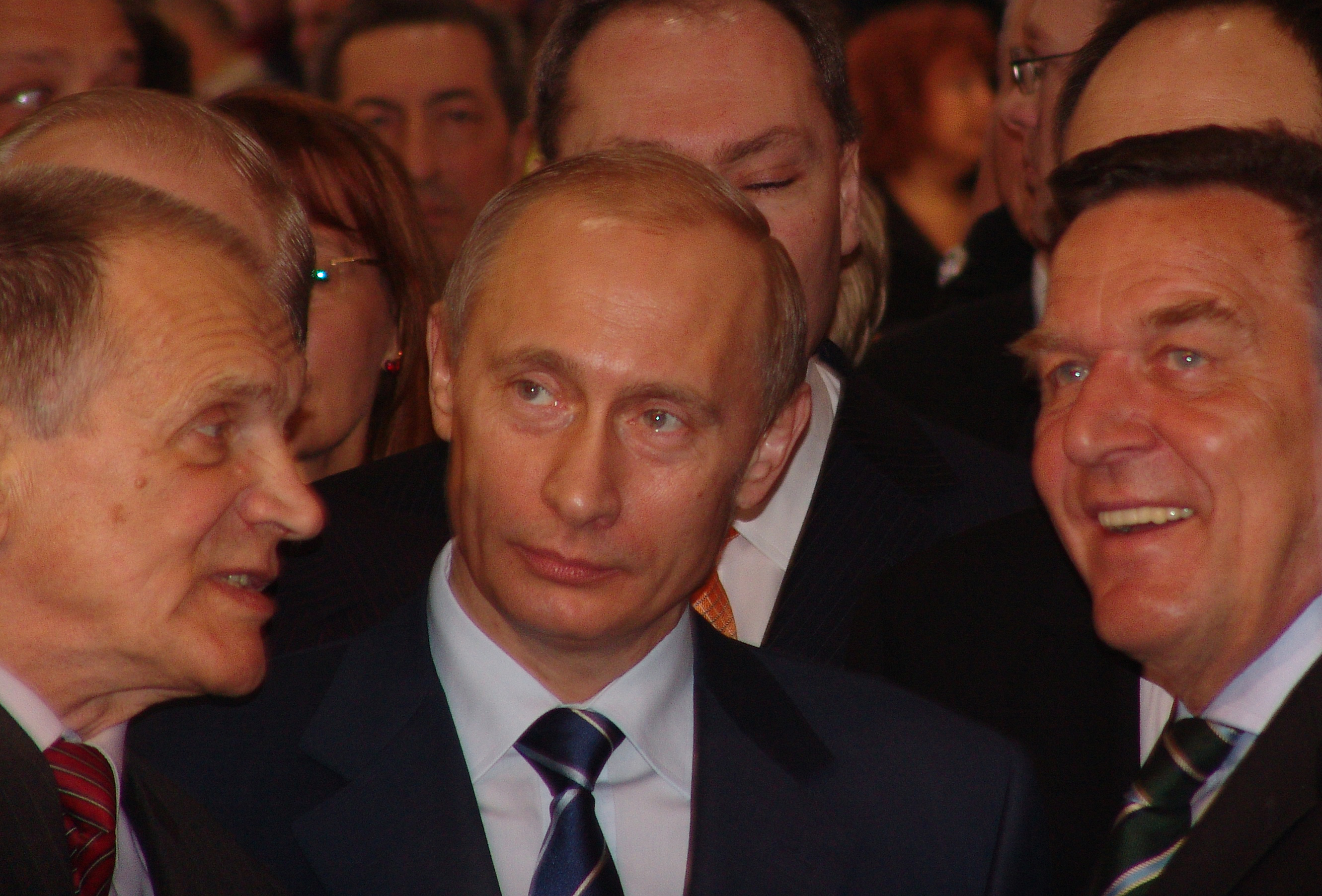
Putyin és Schröder német kancellár 2005-ben

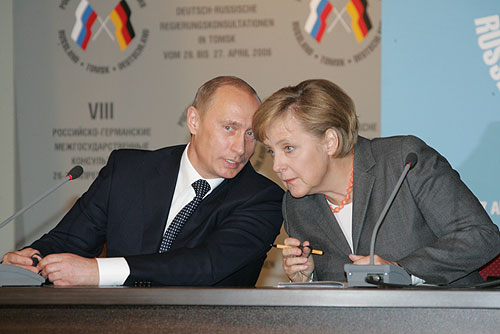
Putyin orosz elnök és Merkel német kancellár, Tomszk, 2006

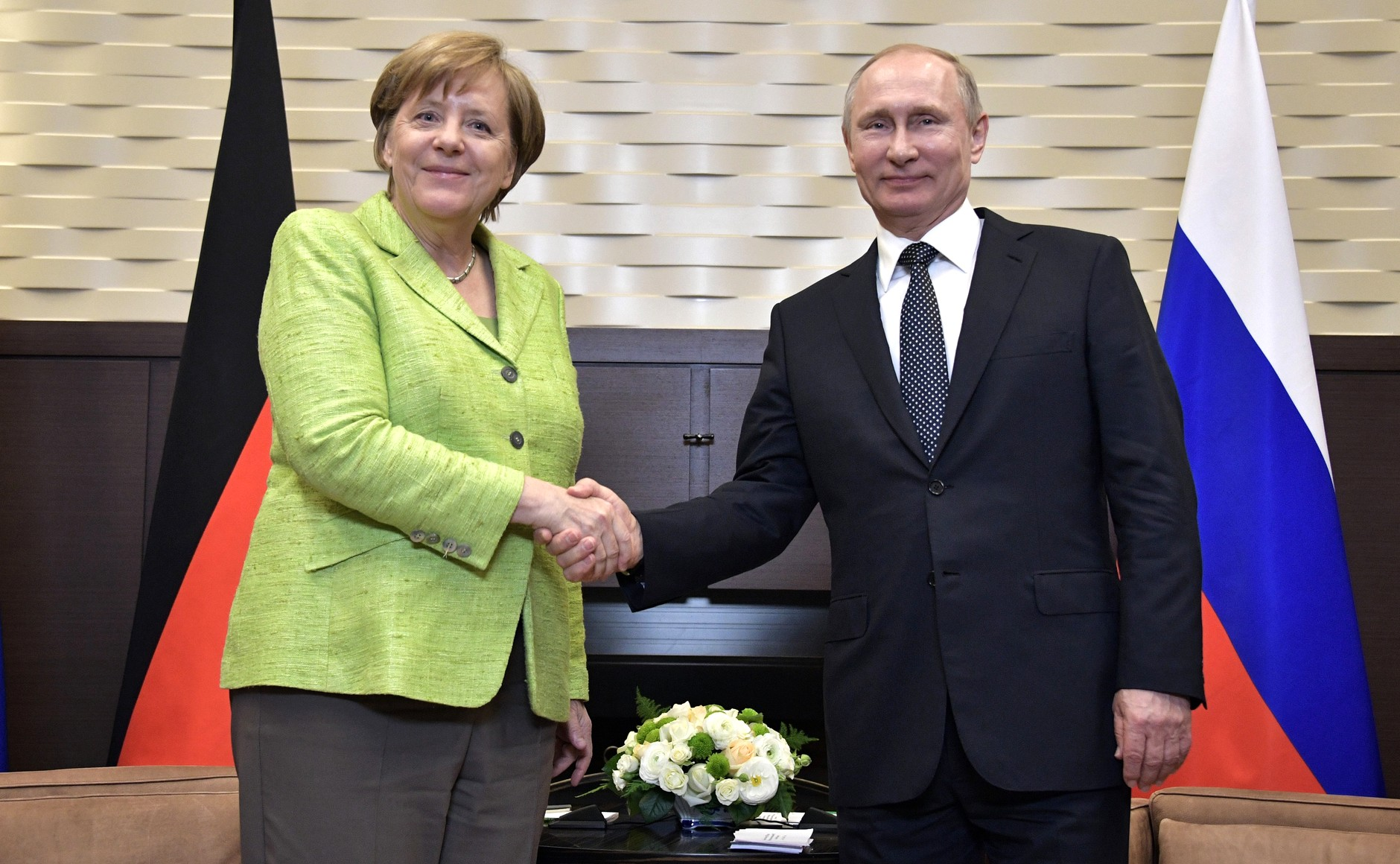
Putyin orosz elnök és Merkel német kancellár; Szocsi, 2017. május 2.

A két ország kapcsolatai az 1990-es években teljesen új alapokra helyeződtek. Az újraegyesült Németországot, aminek a 20. század elején még hosszú határa volt az Orosz Birodalommal, immár több jelentős ország választotta el az Orosz Föderációtól. A gazdasági kapcsolatokhoz fűződő kölcsönös érdekek azonban megmaradtak. Hasonlóképpen új levegőhöz jutottak az évszázados múltra visszatekintő kulturális és társadalmi kapcsolatok is. 
Németország rendkívül hálás volt a felbomló Szovjetuniónak és utódállamainak a német egyesítés elfogadásáért, gördülékeny lebonyolításának lehetővé tételéért. Már 1990-ben, majd 1991-ben fontos államközi egyezményeket kötöttek az új viszonyok közötti kapcsolatok jó megalapozása érdekében. A kölcsönös gazdasági érdekeknek megfelelően Németország aktív szerepet vállalt az oroszországi beruházásokban és közreműködött a nemzetközi hitelek nyújtásában, Oroszországnak a nemzetközi gazdasági struktúrákba történő bekapcsolásában. Gerhard Schröder kancellársága és Putyin első elnöksége idején különösen a német–orosz gazdasági, de a politikai kapcsolatok is korábban soha nem látott szintre emelkedtek. 2011-ben felavatták a két országot közvetlenül összekötő, tenger alatti Északi Áramlat gázvezetéket. 
A Krím 2014-es orosz annektálása, valamint a kelet-ukrajnai orosz beavatkozás miatt azonban a kétoldalú kapcsolatok erősen megromlottak. Németország csatlakozott az Oroszország elleni nemzetközi szankciókhoz.

### A kétoldalú kapcsolatok legfontosabb aktuális fórumai 2019-ben
- 2000 óta működik a Német–szovjet gazdasági és pénzügyi stratégiai munkacsoport (SAG); célja az e téren folytatott kétoldalú együttműködés peremfeltételeinek javítása.
- A Pétervári dialógus nevű civil vitafórum célja a két ország civil szervezetei közötti megértés és együttműködés támogatása. 2001-ben alapították, 2014-ben felfüggesztették a tevékenységét, de 2015-ben folytatták.
- Német–orosz kormányzati konzultáció: 1999 óta  a két ország legfelső kormányzati szervei, minisztériuma, évente váltakozva egymás országaiban magas szintű konzultációkat folytatnak az együttműködés legfontosabb kérdéseiről.

### Kulturális kapcsolatok a 21. században
2003-ban kormányközi egyezmény született és a két nyelv oktatásának kölcsönös támogatásáról. Ekkor már 12 000 orosz állampolgár tanult a német felsőoktatásban. 2005 áprilisában közös nyilatkozatot írtak alá a stratégiai partnerségről az oktatás, kutatás és fejlesztés terén. 2006 óta koordinációs irodák működnek Hamburgban és Moszkvában a diák- és ifjúsági csere támogatására. 
A Goethe Intézet Moszkva, Szentpétervár mellett számos orosz városban nyitotta meg kapuit: például 2009 óta Novoszibirszkben is működik fiókintézménye. Németországban hasonló szerepet tölt be az Orosz Tudomány és Kultúra Háza.
Német részről továbbra is fájó, megoldatlan problémaként tartják számon a a második világháború végén Németországból hadizsákmányként elhurcolt német kulturális javak ügyét.

### Orosz propaganda
A kétoldalú kapcsolatok megromlása után a Németország elleni orosz propaganda is felerősödött. Az orosz médiában a Nyugatról szóló hírek 85%-a negatív, a terrorizmus és a menekültek miatti általános félelem és káosz légkörét sugallják.
Az orosz lakosság 23%-ának negatív képe van az Európai Unióról, ami nemzetközileg a legalacsonyabb értékek közé tartozik. Az orosz média szerint Angela Merkel politikája miatt előretörőben van a nácizmus.

## Németek Oroszországban

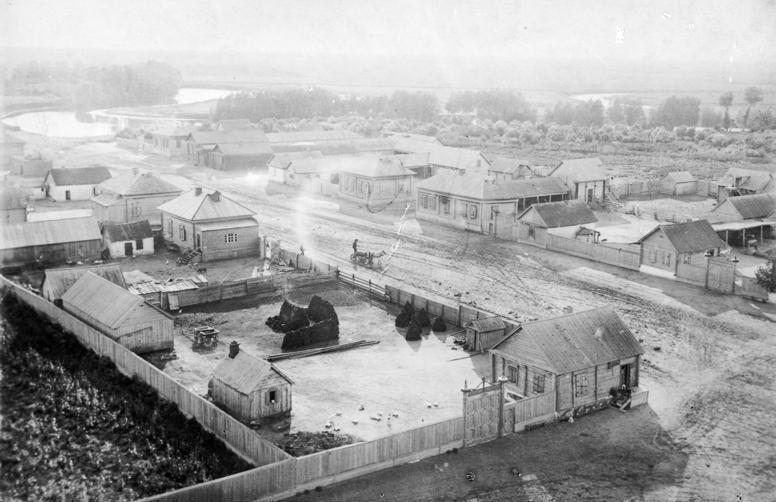
Volgai német falu 1920-ban

II. Katalin orosz cárnő, a felvilágosult abszolutizmus német származású képviselője, 1763-ban rendeletben szorgalmazta külföldiek oroszországi letelepedését: számukra vallásszabadságot, önkormányzatot, kezdeti pénzügyi segítséget, a katonai szolgálat alóli felmentést, 30 év adómentességet ígért. Ekkor kezdődött meg német parasztok nagyszabású, szervezett letelepítése a hatalmas oroszországi szabad területeken. A legerősebb bevándorlási hullámra 1804 és 1842 között került sor, amikor Németország déli, délnyugati részeiről érkeztek telepesek Odessza környékére, Besszarábiába, a Krímbe és a Kaukázus déli részére. Ekkoriban összesen 181 falut alapítottak.
A legtöbb németet a Volga mentén telepítették le a mongol uralom után lakatlanul maradt területeken. A volgai németek a kezdeti hatalmas nehézségek után megkapaszkodtak és a 18. század végére már szerény jólétben éltek. Számuk 1815-ben 60 000, 1850-ben már 165 000 körül volt. A 19. század végén a fekete-tengeri németek száma 270 000 körül volt, a volgai németeké meghaladta a 400 000-et. A német települések viszonylagos túlnépesedése miatt megindult egy belső német vándorlási folyamat Kazahsztán és Szibéria szabad térségei felé.  
A 19. század derekán Oroszországban is eltörölték a jobbágyságot, így a német telepesek jogilag azonos helyzetbe kerültek az orosz parasztokkal. A felszabadult orosz jobbágyok azonban földhöz nem jutottak, hanem csak béresként dolgozhattak, többek között a német parasztok földjein, ami hozzájárult a németellenes érzelmek erősödéséhez. 1871-ben teljesen megszűnt a németek minden privilégiuma, és erősödött az asszimiláció, az oroszosítás. Az amerikai kivándorlás az oroszországi németeket is vonzotta, a 20. század elején mintegy 300 000 német vándorolt ki Észak- és Dél-Amerikába. Ennek ellenére a német népesség a magas népszaporulat következtében 1914-re körülbelül 2,4 millióra növekedett.
A 19. század közepétől egyre jelentősebb volt a németek jelenléte egész Oroszországban. Számuk Moszkvában például felülmúlta az összes más nyugat-európai államokból érkezett lakosét. A Szovjetunió széthullását követően azonban az ott élő német közösség körülbelül 600 ezer tagja hagyta el a Szovjetuniót.

## Oroszok Berlinben

### Korai kapcsolatok
I. Péter orosz cár nyugat-európai útjai során Berlinben is töltött néhány napot. A hétéves háború idején doni kozákok fordultak meg Berlinben. Parancsnokuk, Gottlob Curt Heinrich von Tottleben egy szász generális volt, aki valaha Berlinben élt, de orosz cári szolgálatot is teljesített. 1789-ben érkezett Berlinbe Nyikolaj Mihajlovics Karamzin orosz író, aki jól beszélt németül; benyomásait írásaiban is megörökítette.

### 19. század
A Napóleon ellen vívott harcokban Poroszország és Oroszország kapcsolatai megerősödtek. Ekkor, 1813-ban adták ki Berlinben az Orosz–Német Népújságot, amelyben az oroszokat „Németország megmentőinek” titulálták. A 19. század folyamán sok orosz egyetemista tanult jogot Berlinben, orosz szalonok nyíltak, különböző körök szerveződtek, a német filozófiát olyan orosz fiatalok is tanulmányozták, mint Bakunyin, aki a német fővárosban Turgenyevvel is találkozott. A század közepétől fiatal orosz liberális egyetemisták játszottak vezető szerepet az „Orosz Berlin” első kolóniáiban, az orosz szocialista forradalmárok itt tervezgették a „világforradalmat”. A zenészek közül Berlinben többször feltűnt Glinka, aki a nyugati fúgaművészetet próbálta összekapcsolni az orosz egyházi énekkel az istentiszteleteken, s tanulmányozta a nyugat-európai középkort és reneszánszt.

### 20. század
A 19. század végétől Berlin lett az orosz politikai emigráció központja: pártokat alapítottak, újságokat adtak ki. Egyik vezetőjük az ellentmondásos forradalmár, Alekszandr Lvovics Parvusz volt. A két leghíresebb látogató Lenin és Sztálin volt. Lenin nyilvános munkásgyűléseken is részt vett. Berlinbe szökött egy Kamo nevű orosz bolsevik is, aki hazájában bankrablóként szerzett pénzt pártjának. Ugyancsak Berlinben keresett menedéket lelepleződése után Jevno Fiselevics Azef, az Ohrana ügynöke, aki forradalmárnak adta ki magát és korábban terrorcselekményeket szervezett hazájában az eszer baloldali forradalmár párt nevében.
A 20. század elején a berlini orosz kolónia körülbelül hét–nyolcezer főből állt. Az orosz művészek, értelmiségiek körében feltűnt az orosz „matematikus hercegnő”, bizonyos Szofja Vasziljevna Kovalevszkaja, aki az akkori legnevesebb nyugat-európai matematikust, a német Karl Weierstrasst is bámulatba ejtette tudásával.
1909-ben Szergej Alekszandrovics Kuszevickij zeneműkiadót létesített Berlinben, fellépett ott a Moszkvai Művész Színház Sztanyiszlavszkij vezetése alatt, Makszim Gorkij Éjjeli menedékhely-ét nagy sikerrel mutatták be, orosz festőművészek alkotásaiból rendeztek kiállításokat (Chagall).
Az első világháború körülményei között az oroszok nagy részét deportálták, a háborús ellenség ügynökeiként üldözték őket. Az orosz forradalom és polgárháború nyomán 2-3 millió orosz hagyta el hazáját Nyugat-Európa irányában; közülük sokan Berlinben telepedtek le. Egy részük csatlakozott a fehér emigrációhoz, mások lojálisak maradtak a szovjethatalomhoz, de nem kívántak hazatérni. 1921-től 1923-ig Berlinben élt Ehrenburg, aki újságíróként dolgozott, de könyvei is megjelentek német és orosz nyelven egyaránt. 1922-ben a bolsevikok egy hajón számos orosz értelmiségit, filozófusokat, irodalmárokat, mérnököket űztek el hazájukból, mert ellenzéki magatartásuk miatt kényelmetlenné váltak az új rendszer számára. Az ő támogatásukra jött létre Berlinben az Orosz Tudományos Intézet. Berlin városában újra látható lett az orosz jelenlét, újságokkal, könyvkiadókkal, éttermekkel, kiállításokkal. A berlini oroszok egy része monarchista maradt, mások kitartottak a „kommunisták nélküli szovjethatalom” mellett, sőt, 1922 márciusában merényletet követtek el Pavel Nyikolajevics Miljukov, az ideiglenes kormány volt minisztere ellen. A merényletben Miljukovnak nem esett bántódása, viszont a merénylő ártalmatlanná tétele során életét vesztette az egy ideig szintén Berlinben élő, de később az Egyesült Államokban híressé vált neves orosz–amerikai író, Vladimir Nabokov édesapja. Az emigráns orosz kultúra ismert képviselői volt M. A. Csehov (Anton Pavlovics Csehov unokaöccse), és felesége, O. Csehova, aki a Harmadik Birodalom idején „állami művésznő” címet kapott, Hitlerrel fényképeztette magát, Eva Braunnal barátkozott. Hosszú ideig működött a német fővárosban az Orosz Romantikus Színház balettegyüttese. A legvirágzóbb azonban az „Orosz Berlin”-ben a könyvkiadás volt, ami még a 19. század második felében indult meg, és 1922-től „egységes könyvkiadói politikát tűzött ki célul Németországban és egész Európában, figyelembe véve Amerikát is.” A berlini orosz sajtóban az emigráció politikai mozgalmainak minden irányzata megjelent.
A fiatal Szovjet-Oroszország a kezdetektől létfontosságúnak tekintett minden olyan külföldi lehetőséget, ami nemzetközi elszigeteltségének csökkentéséhez vezethetett. Ilyen esemény volt 1922-ben a berlini I. Orosz Művészeti Kiállítás, amely Oroszország számára az ellenséges gyűrű megtörését szimbolizálta, és Németország számára is kitörést jelentett a vesztes háború utáni elszigeteltségéből.
1921-ben érkezett Gorkij is Németországba érkezett, már másodízben, de nem Berlinben, hanem egy kisvárosban telepedett le. Körülötte sajátos orosz kulturális klub alakult, többek között Vlagyiszlav Felicianovics Hodaszevics, Nyina Nyikolajevna Berberova, Andrej Belij részvételével, de az orosz irodalmi közösség legtöbb összejövetelét Berlinben, a Művészetek Házában tartotta, ahol Majakovszkij és Jeszenyin is fellépett. Majakovszkij berlini benyomásaira több írásában, sőt és költeményében is kitért. Borisz Paszternak szintén tartott előadói esteket a német fővárosban.
A nagy gazdasági világválság véget vetett Berlin húszas évekbeli kulturális aranykorának is. Az oroszok kezdték elhagyni az országot, Hitler hatalomra jutása idejére többségük már távozott. Az ott maradók egy része lepaktált a nácikkal.

#### A második világháború és következményei

Berlini nők mosnak utcai vízcsapnál 1945-ben

Berlin ostromában 2,5 millió szovjet katona vett részt, az 1. Ukrán Front valamint az 1. és 2. Belorusz Front katonái, akik jelentős részben orosz nemzetiségűek voltak. A szovjet győzelem után a városban az „állami nyelv” az orosz lett. Zsukov marsall parancsnoksága alatt a hatalmas városban lassan újra megindult az élet, megszervezték az élelmiszer-ellátást, a közlekedést. A harcokban elesett szovjet katonáknak emlékműveket emeltek.
A szovjet csapatok a hidegháború éveiben hatalmas számban maradtak az NDK-ban; nem elsősorban elnyomóként, hanem a következő nagy háborúra, Nyugat-Európa elözönlésére készülve. A szovjet katonai és politikai vezetés a legelitebb harckocsizó egységeit állomásoztatta az országban. Kelet-Berlin egyik külvárosában,  Karlhorstban is állomásozott egy szovjet harckocsi-hadosztály. A városkát katonai övezetté nyilvánították, saját városi klinika, kórház, üzletek, könyvtár, esti iskola működött itt a szovjet katonák számára. A többi szocialista országtól eltérően azonban egyáltalán nem korlátozták a helyieket abban, hogy belépjenek ide. A szovjet tisztek helyi lakosoknál béreltek szállást, a német és a szovjet gyerekek szabadon játszottak egymással. A német gyerekek belopóztak a lőtérre is kilőtt hüvelyekért, időnként a tankokra is felmásztak. A hadosztály központját az egykori karlhorsti mérnöki akadémia épületeiben alakították ki. Ma ezek már műemlékek. A volt szovjet csapatokat csak 1994-ben vonták ki Németországból.
Még 1827-ben I. Sándor orosz cár emlékére Potsdamban az oroszok felépítettek egy Alexandrovka nevű kis, hagyományos orosz faházakból álló települést. Ezt 1977-ben az UNESCO kulturális–történelmi műemlékké nyilvánította, és a német állam vette kezelésébe.

### 21. század
A 21. század elején a német fővárosban és környékén élő orosz anyanyelvűek száma mintegy 300 000. Legnagyobb részük már 1992 után települt át Németországba. 2007-ig bezárólag a Szovjetunióból és volt tagköztársaságaiból körülbelül 2,35 millióan települtek át Németországba, főleg fiatalok. Még 1990-ben az NDK keleti részére orosz zsidók érkeztek, számuk 2010-ben mintegy 200 ezerre tehető. Az orosz kolónia összetétele változatos, vannak köztük az orosz hadseregből dezertáltak, német férjeket választott orosz nők, üzletemberek, szállodatulajdonosok, ügyvédek, orvosok, de illegális bevándorlók is. Jelentős saját kulturális intézményeik működnek, vannak orosz újságjaik, színházaik, rádióállomásuk, tv-adásuk, 2009-től csak online formában megjelenő folyóiratuk. Nagy számban tömörülnek a hagyományos érkezési pont, a berlini Ostbahnhof környékén, amerre orosz klubok, diszkók, avantgárd művészeti kiállítások, mecenatúrák találhatók. Az orosz nyelvű lakosság egy része szoros kapcsolatokat ápol a török bevándorlókkal.
A berlini orosz és más pravoszláv hívők számát egyes becslések 800 000-re teszik. Az első állandó pravoszláv kápolna 1718-ban létesült. 1837-től az orosz nagykövetséghez tartozó templom lett a pravoszláv hívők gyülekezőhelye. Az 1890 márciusában alapított Szent Vlagyimir Fejedelem Testvériség nem csak az orosz pravoszláv hívőket szolgálta, de a szerb, bolgár, görög és német pravoszláv gyülekezeteket is. A náci hatalomátvétel után a testvériséget beolvasztották a 
Határon Túli Orosz Pravoszláv Egyház Németországi egyházmegyéjébe. 2005-ben a berlini műemlékvédelem újította fel a templomot. 2010-ben már négy pravoszláv templom volt a német fővárosban.

## Diplomáciai kapcsolatok

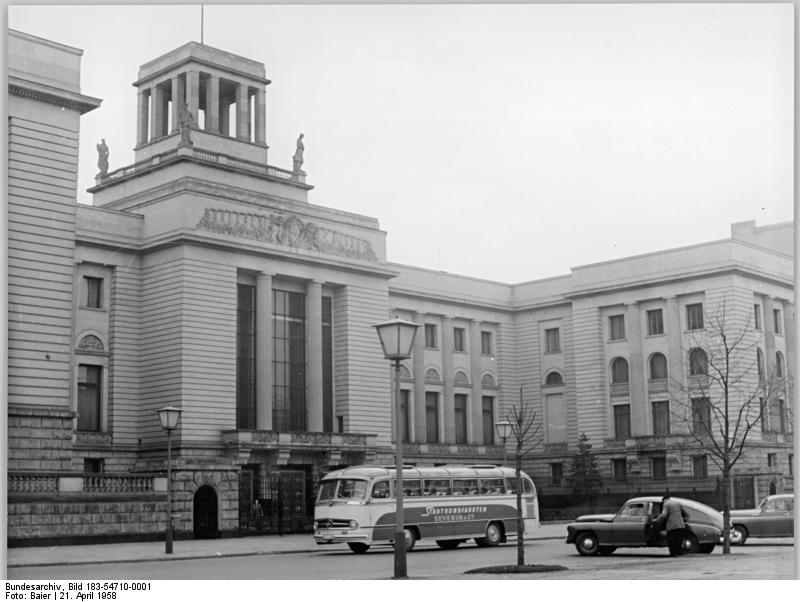
A berlini szovjet nagykövetség főbejárata 1958-ban

Az első berlini orosz diplomáciai képviseletet I. Péter 1706-ban kiadott rendelete alapján hozták létre. Az első világháború idején, a misszió épületének megőrzését Spanyolország vállalta. A háború után Szovjet-Oroszország első diplomatája 1918-ban érkezett Berlinbe. A második világháború után a szovjet nagykövetség épületének kialakítása 1949-től 1951-ig tartott, ünnepélyes megnyitása 1951. november 7-én történt. A volt Szovjetunió utolsó és az Orosz Föderáció első németországi nagykövete 1990-től 1997-ig tartózkodott az országban. A nagykövetségtől nem messze működik az Orosz Tudomány és Kultúra Háza, amelyet még 1984-ben nyitottak meg a Szovjet Tudomány és Kultúra Háza néven: itt rendszeresen rendeznek kétoldalú  és nemzetközi konferenciákat, tudományos eseményeket.
Németország moszkvai nagykövetsége mellett német főkonzulátusok működnek Jekatyerinburgban, Kalinyingrádban, Novoszibirszkben és Szentpéterváron, valamint tiszteletbeli konzulok működnek Omszkban és Szaratovban. Németország nagykövete Moszkvában 2019. szeptemberétől Géza Andreas von Geyr. Oroszország berlini nagykövetsége mellett főkonzulátust működtet Bonnban, Frankfurt am Main városában, Hamburgban, Lipcsében és Münchenben, tiszteletbeli konzuljai pedig Düsseldorfban, Nürnbergben és Stuttgartban tevékenykednek. 2018-ban Szergej Jurjevics Nyecsajev lett a berlini orosz nagykövet.

## Fordítás
- Ez a szócikk részben vagy egészben  a   Deutsch-russische Beziehungen című német Wikipédia-szócikk ezen változatának fordításán alapul.  Az eredeti cikk szerkesztőit annak laptörténete sorolja fel. Ez a jelzés csupán a megfogalmazás eredetét és a szerzői jogokat jelzi, nem szolgál a cikkben szereplő információk forrásmegjelöléseként.
- Ez a szócikk részben vagy egészben  a   Geschichte der Russlanddeutschen című német Wikipédia-szócikk ezen változatának fordításán alapul.  Az eredeti cikk szerkesztőit annak laptörténete sorolja fel. Ez a jelzés csupán a megfogalmazás eredetét és a szerzői jogokat jelzi, nem szolgál a cikkben szereplő információk forrásmegjelöléseként.
- Ez a szócikk részben vagy egészben  a(z)   Российско-германские отношения című orosz Wikipédia-szócikk ezen változatának fordításán alapul.  Az eredeti cikk szerkesztőit annak laptörténete sorolja fel. Ez a jelzés csupán a megfogalmazás eredetét és a szerzői jogokat jelzi, nem szolgál a cikkben szereplő információk forrásmegjelöléseként.
- Ez a szócikk részben vagy egészben  a   Germany–Russia relations című angol Wikipédia-szócikk ezen változatának fordításán alapul.  Az eredeti cikk szerkesztőit annak laptörténete sorolja fel. Ez a jelzés csupán a megfogalmazás eredetét és a szerzői jogokat jelzi, nem szolgál a cikkben szereplő információk forrásmegjelöléseként.